# Doom 64
Doom 64 je akční videohra vydaná v roce 1997 na Nintendo 64 společností Midway Games. Jedná se o volné pokračování hry Doom II z roku 1994. Dne 20. března 2020 došlo k jejímu znovuvydání pro Windows, Nintendo Switch, PlayStation 4 a Xbox One. Samotná videohra byla vytvořená pod dohledem id Software.

## Hratelnost
Doom 64 je podobný předchozím hrám; hráč se musí dostat přes 32 úrovní, přičemž bojuje s démony, sbírá zbraně a klíče, a aktivuje spínače pro otevírání dalších místností a úrovní. Pro Doom 64 byl změněn původní engine a herní prvky byly nahrazeny novějšími.

## Příběh
Příběh sleduje osud nám známéno bezejmenného mariňáka po událostech her Doom a Doom II, kdy se mu podařilo zastavit invazi pekla a zachránit tak Zemi. Po těchto katastrofických událostech byla planetární politikou zřízena karanténa ve výzkumných zařízeních společnosti UAC kvůli obrovské úrovni radiace. Dlouhá léta byla tato zařízení opuštěna a ponechána napospas osudu, dokud dlouho zapomenutý satelit monitorující jedno z těchto zařízení, které bylo zamořené zářením a sotva fungovalo, poslal zprávu na Zem.
Zpráva naznačovala, že neznámá entita s ohromnými regeneračními schopnostmi dokázala uniknout detekci díky maskování se za extrémní úroveň záření. Tato entita byla schopna přivádět rozkládající se mrtvou tkáň zpět k pokroucenému a zmutovanému životu, čímž začala oživovat poražené démony a jiné bytosti z pekla.
Coby jediný přeživší předchozích her se zkušenostmi, jak démony zabít, je mariňák sám poslán, aby novou hrozbu zlikvidoval. Avšak poté, co je po mnoha bojích znovu nevědomky vlákán do pekla, si uvědomí, že přesně tohle démoni celou dobu plánovali. I přes to jej však démoni nejsou schopni zabít, a mariňák se díky zbrani Unmaker (Nestvořitel) probojuje až k oné tajemné entitě, čímž je sama Mother Demon (Matka démonů), a tu zabije. Hra končí mariňákovým uvědoměním, že po četném setkání s peklem už není schopen vést normální život, a rozhodne se navždy zůstat v pekle, aby odsud zajistil, že démoni už nikdy nebudou hrozbou.
Po znovuvydání hry dne 20. března 2020 pro Windows, Nintendo Switch, PlayStation 4 a Xbox One byla do hry přidána nová poslední kapitola, v níž se mariňák postaví sestře Mother Demon zvané Sister Resurrector (Vzkřísející sestra), která se mstí za smrt své příbuzné. Ta teleportuje mariňáka (navzdory jeho vůli) pryč z pekla a je jen na něm, aby se do něj znovu dostal. To se mu nakonec podaří, zlikviduje Sister Resurrector a zůstává v pekle, kde pokračuje v likvidaci démonů přímo u zdroje.

## Zbraně
Všechny zbraně z předchozí hry Doom II jsou přítomny ve hře, ale mají nový design a nové zvukové efekty. Motorová pila má dvě lišty namísto jedné, pěsti mají podobu zkrvavených rukavic namísto boxera, plazmová puška má elektronické jádro, které dělá při zvolení zbraně praskavý zvuk, raketomet při výstřelu mírně odstrčí hráče vzad, brokovnice se drží na úchypu místo pod hlavní, a dvouhlavňová brokovnice se nabíjí rychleji a způsobuje zpětný ráz.
Do hry však byla přidána nová zbraň, a sice Unmaker (Nestvořitel) (či Laser), která používá stejný typ munice jako plazmová puška a BFG 9000. Původně se měla objevit v předchozích dílech, ale nakonec se tak nestalo. Doom 64 je tak jedinou hrou z této série, v níž se tato zbraň nachází (stojí za zmínku, že v novém Doom Eternal je zbraň s názvem Unmaykr). Se silou tří prastarých artefaktů nalezených ve hře, se zbraň stává ještě silnější, jelikož pálí tři laserové paprsky najednou namísto jen jednoho. První artefakt zvyšuje rychlost laseru, druhý artefakt přidává druhý laser a třetí artefakt přidává třetí laser, přičemž každý z nich pálí na jiný cíl, což umožňuje zabít až tři démony najednou.

## Vývoj
Doom 64 bylo vytvořeno společností Midway Games v jejich studiu v San Diego. ID Software, hlavní vývojář předchozích her, dohlíželo na celý projekt. Celý vývoj začal v roce 1994. Původní název hry měl být The Absolution, nicméně název byl změněn na Doom 64 kvůli rozpoznání značky (The Absolution tak bylo použito coby název poslední úrovně ve hře). Vývojáři chtěli původně použít každého démona z původních her, stejně tak pár dalších úrovní, nicméně kvůli náročnosti provedení a omezené paměťové kapacity Nintenda 64 se tak nakonec nestalo. Vývojáři též uvedli, že multiplayer nebyl do hry použit, jelikož tento herní mód Nintenda nepodporovala. Chtěli jej vytvořit formou rozdělených obrazovek, kde by každý hráč viděl, kde se nachází ti ostatní. Herní prostředí bylo zbudováno modely tříprostorových polygonů, zatímco nepřátelé byli vytvořeni z původních modelů a upraveni pomocí SGI. Hudba a zvukové efekty byly vytvořeny Aubreyem Hodgesem, který též dělal zvukové efekty pro verzi původní hry Doom pro PlayStation o dva roky dříve.
Původní tým, který stál za hrou Doom 64, též pracoval na potenciálním pokračování s názvem Doom Absolution navrženého coby deathmatch pro dva hráče, nicméně tento projekt nebyl nikdy zrealizován. ID Software byl totiž tak příjemně překvapen dobře odvedenou prací na Doom 64, že navrhli verzi hry Quake pro Nintendo 64, čímž vývojáře zanechal příliš zaneprázdněné, než aby mohli pokračovat na sequelu.
Doom 64 měl být vydán v Severní Americe, nicméně krátce předtím vyjádřilo id Software svůj nesouhlas s designem některých úrovní, a jejich přestavba zabrala další čas, a tak se vývoj protáhl až do roku 1997, kdy byla hra Doom 64 vydána dne 4. dubna 1997 pro Severní Ameriku a 2. prosince 1997 pro zbytek světa.

## Znovuvydání
Bethesda Softworks uvedla 4. září 2019, že znovu vydá Doom 64 pro Nintendo Switch dne 22. listopadu 2019, přičemž Nightdive Studios jsou vývojáři. Dne 8. října 2019 bylo však znovuvydání přesunuto na 20. března 2020 společně s hrou Doom Eternal, přičemž Doom 64 je přítomen i jakožto předobjednávkový bonus k Doom Eternal. Dne 10. března 2020 bylo navíc oznámeno, že ke hře bude přidána nová bonusová kapitola (coby epilog), kde se hráč postaví sestře Mother Demon. Ovládací prvky budou pro Switch a PS4 upraveny.